# 北半球

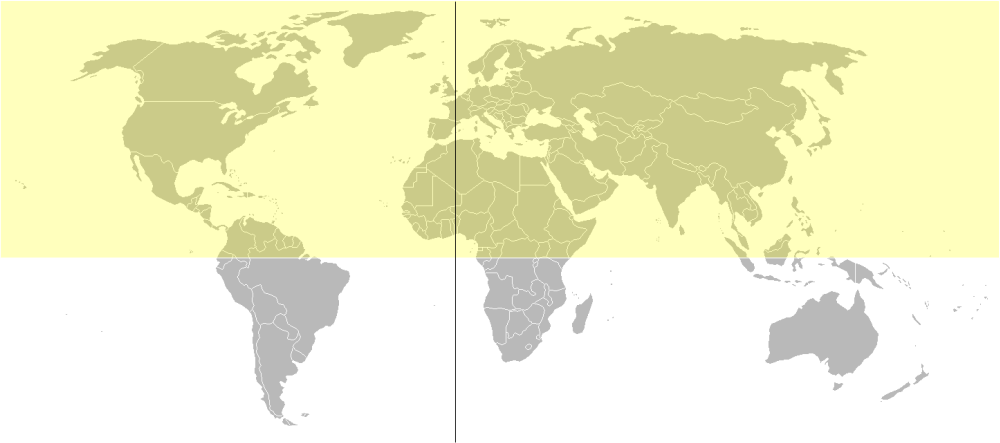
北半球（黄色に塗られた範囲）

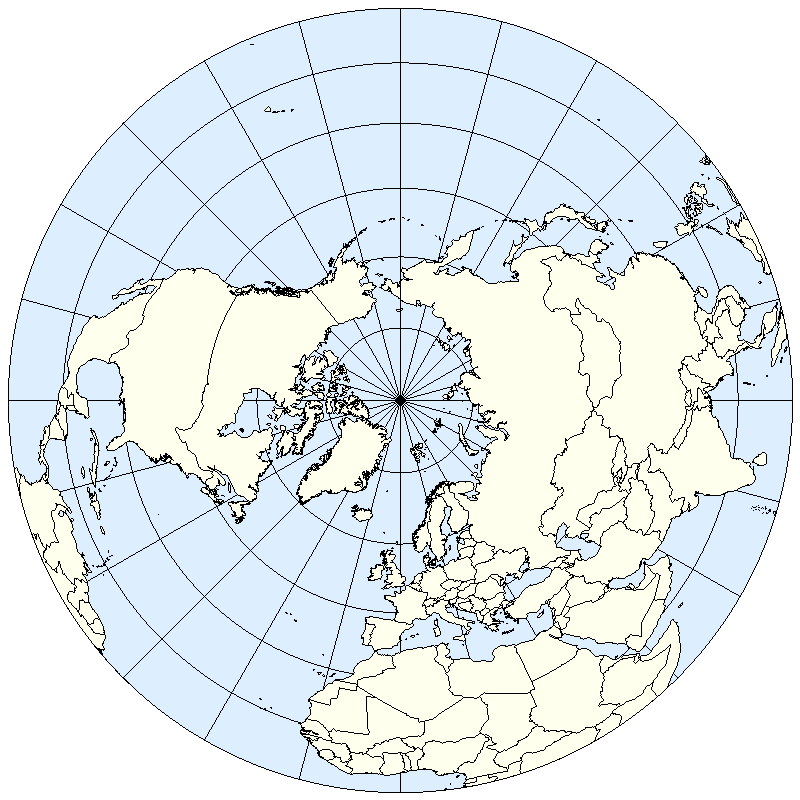
北半球 円周が赤道に相当する

北半球（きたはんきゅう）とは、天体を赤道で二分したとき、北側に相当する部分を指す。以下、特に断らない限り地球の北半球について述べる。
大陸のうちユーラシア大陸・北アメリカ大陸のほか、アフリカ大陸の1/2以上、南アメリカ大陸の約1/7が北半球に含まれる。六大州としてはヨーロッパ・北アメリカの全域およびアジアのほとんどが北半球に位置する。海洋の分布では、太平洋・大西洋・インド洋の一部、および北極海・地中海・メキシコ湾・東シナ海・日本海などの付属海を含む。

## 特徴
南半球に比べ、陸地の面積比、特に温帯に位置する陸地の比率が高いことが、人口・気候の両面に影響を与えている。北半球全体の陸地の面積比は39.4%であり、南半球の陸地の面積比18.4%よりも高い。温帯の例として北緯30度-40度（北半球）における陸地面積比が43%であるのに対し、南緯30度-40度では11%と少ない。このため、四大文明の発祥を始めとして人口は歴史的に北半球に偏ってきた。世界人口の約87%が北半球に居住する(世界人口年鑑 2019により算出)。特に中華人民共和国の14億人、2位インドの13億人など、アジアに偏っている。
北半球の温帯に属する地域では10-3月が寒く、4-9月は暖かい。陸地面積の比率が高いこと、さらに高緯度地域に大陸が位置することにより、北半球の気候は南半球といくぶん異なる。高緯度に大陸が位置するため、シベリア寒気団など南半球に比べ、大規模な気団が発生する。陸地の占める面積比が高いため、熱赤道の平均位置は主に北半球を走る。南極大陸を除く最低気温が、ロシアのオイミャコンで観測（-71.2度）されたこと、最高気温がアメリカ合衆国のカリフォルニア州デスヴァレーで観測（56.7度）されたことは、陸地比率の偏りからも説明できる。
大気循環の概要は南半球と似ている。亜熱帯地方から赤道に向けて北東貿易風が、中緯度地域には偏西風が吹く。西太平洋を中心に移動する台風や北アメリカ大陸の東西の海洋を通過するハリケーン、広く大陸東岸から赤道側にかけて見られるモンスーンなどの気象現象が顕著である。
世界最高峰のエベレストはヒマラヤ山脈に属し、2位のK2はカラコルム山脈に位置する。全長が最大のナイル川は北半球の地中海に注ぎ、3位の長江は東シナ海に注ぐ。

## 歴史
大陸移動についてのみ触れる。約2億年前、パンゲア大陸が分離して北半球に位置していた部分はローラシア大陸となり、更にユーラシア大陸と北アメリカ大陸に分離した。その後、インド亜大陸がゴンドワナ大陸より分離北上し、ユーラシア大陸とぶつかり、ヒマラヤ山脈を形成した。この衝突のために気流が変わり、中央アジアは乾燥し、東アジアが湿潤になったとされる。

## 地勢

### ユーラシア大陸

#### アジア
- 中央アジア
- 東アジア
- 東南アジア
- 西アジア
- 南アジア
- 北アジア

#### ヨーロッパ
- 東ヨーロッパ
- 西ヨーロッパ
- 中央ヨーロッパ
- 北ヨーロッパ
- 南ヨーロッパ

### アメリカ大陸
- 北アメリカ
- 中央アメリカ

### 海流

#### 太平洋
- 北赤道海流
- 黒潮
- 北太平洋海流
- カリフォルニア海流
- メキシコ湾流
- 北大西洋海流
- アラスカ海流